# Präsidentschaftswahl in Brasilien 2018
Die Präsidentschaftswahl in Brasilien 2018 fand am 7. und 28. Oktober statt. Die rund 147,3 Millionen wahlberechtigten Brasilianer wählten den Staatspräsidenten und den Vizepräsidenten. Die Stichwahl am 28. Oktober wurde von Jair Bolsonaro (PSL) mit 55,13 Prozent Stimmenanteil gewonnen. Bolsonaro trat sein Amt am 1. Januar 2019 an; sein Gegenkandidat war Fernando Haddad (PT). In der ersten Wahlrunde am 7. Oktober entfielen auf Bolsonaro 46,03 Prozent der gültigen Stimmen, Haddad kam auf 29,28 Prozent.

## Ergebnisse

Stimmmehrheiten im zweiten Wahlgang

In der ersten Wahlrunde am 7. Oktober 2018 erhielt Jair Bolsonaro (PSL) 49.277.010 oder 46,03 % der gültigen Stimmen, deutlich mehr als die Wahlprognosen vorhersagten. Er trat somit am 28. Oktober 2018 in die Stichwahl gegen Fernando Haddad der (PT) an, der 31.342.051 oder 29,28 % der gültigen Stimmen erhalten hatte. Rund 29 % der über 147,3 Millionen Wahlpflichtigen hatten sich entweder durch Nichterscheinen oder Abgabe von leeren Stimmzetteln (Brancos) oder ungültigen Stimmen (Nulos) von der Wahl distanziert.
| Kandidat                               | 1. Wahlgang | 1. Wahlgang | 2. Wahlgang | 2. Wahlgang |
| Kandidat                               | Stimmen     | Prozent     | Stimmen     | Prozent     |
| -------------------------------------- | ----------- | ----------- | ----------- | ----------- |
| Jair Bolsonaro                         | 49.277.010  | 46,03       | 57.797.456  | 55,13       |
| Fernando Haddad                        | 31.342.051  | 29,28       | 47.040.819  | 44,87       |
| Ciro Gomes                             | 13.344.371  | 12,47       |             |             |
| Geraldo Alckmin                        | 5.096.350   | 4,76        |             |             |
| João Amoêdo                            | 2.679.745   | 2,50        |             |             |
| Cabo Daciolo                           | 1.348.323   | 1,26        |             |             |
| Henrique Meirelles                     | 1.288.950   | 1,20        |             |             |
| Marina Silva                           | 1.069.578   | 1,00        |             |             |
| Álvaro Dias                            | 859.601     | 0,80        |             |             |
| Guilherme Boulos                       | 617.122     | 0,58        |             |             |
| Vera Lúcia Salgado                     | 55.762      | 0,05        |             |             |
| José Maria Eymael                      | 41.710      | 0,04        |             |             |
| João Vicente Goulart                   | 30.176      | 0,03        |             |             |
| Gesamt                                 | 107.050.637 | 100         | 105.023.248 | 100         |
| Ungültig/Leer                          |             |             | 1.111.422   | 9,57        |
|                                        |             |             |             |             |
| Quellen: 1. Wahlgang; 2. Wahlgang: BBC |             |             |             |             |

## Kandidaten
Kurzvorstellung der Kandidaten
Als Kandidaten waren von ihren Parteien nominiert und ihre Registrierung beim Obersten Wahlgericht (TSE) eingereicht worden:
Stand: bis zur Wahl im Oktober, nachdem Luiz Inácio Lula da Silva und dem Beschluss der Arbeiterpartei (PT) vom 11. September 2018 nicht mehr kandidierte und Fernando Haddad zum neuen Präsidentschaftskandidaten benannte. Am gleichen Tag ließ das Oberste Bundesgericht (STF) die Anklage der Bundesgeneralstaatsanwältin gegen Jair Bolsonaro wegen Rassismus fallen, der dadurch weiterhin kandidieren konnte.
| # | #  | Präsidentschaftskandidat | Präsidentschaftskandidat   | Vizepräsidentschaftskandidat | Vizepräsidentschaftskandidat           | Partei Wahlkoalition                                                            | Frühere politische Ämter |
| - | -- | ------------------------ | -------------------------- | ---------------------------- | -------------------------------------- | ------------------------------------------------------------------------------- | --- |
|   | 12 |                          | Ciro Gomes (PDT)           |                              | Kátia Abreu (PDT)                      | „Brasil Soberano“ PDT, AVANTE (bis 2017 Partido Trabalhista do Brasil, PT do B) | Gomes: Bundesabgeordneter für Ceará 2007–2011; Minister für Nationale Integration 2003–2006; Finanzminister 1994–1995; Gouverneur von Ceará 1991–1994; Präfekt von Fortaleza 1989–1990; Landtagsabgeordneter in Ceará 1983–1989; Präsidentschaftskandidat 1998 und 2002. Abreu: Bundesabgeordnete für Tocantins 2003–2007; seit 2007 Senatorin für Tocantins; Landwirtschaftsministerin 2015–2016.                              |
|   | 13 |                          | Fernando Haddad (PT)       |                              | Manuela d’Ávila (PCdoB)                | „O Brasil Feliz de Novo“ PT, PROS, PCO, PCdoB                                   | Haddad: 2005–2012 Bildungsminister; 2013–2017 Stadtpräfekt von São Paulo d’Ávila: 2005–2006 Stadtratspräsidentin von Porto Alegre; 2007–2015 Bundesabgeordnete für Rio Grande do Sul; seit 2015 Landesparlamentarierin in Rio Grande do Sul |
|   | 15 |                          | Henrique Meirelles (MDB)   |                              | Germano Rigotto (MDB)                  | „Essa é a solução“ MDB, PHS                                                     | Meirelles: Wirtschaftsminister 2016–2018; Präsident der Zentralbank von Brasilien 2003–2011. |
|   | 16 |                          | Vera Lúcia Salgado (PSTU)  |                              | Hertz Dias (PSTU)                      | Partido Socialista dos Trabalhadores Unificado (PSTU)                           | keine |
|   | 17 |                          | Jair Bolsonaro (PSL)       |                              | General Antônio Hamilton Mourão (PRTB) | „Brasil acima de Tudo, Deus acima de Todos“ PSL, PRTB                           | Bolsonaro: Bundesabgeordneter für Rio de Janeiro seit 1991. |
|   | 18 |                          | Marina Silva (REDE)        |                              | Eduardo Jorge (PV)                     | „Unidos para transformar o Brasil“ REDE, PV                                     | Silva: Sprecherin des REDE seit 2013; Senatorin für Acre 1995–2011; Umweltministerin 2003–2008; Landesabgeordnete in Acre 1991–1995; Stadträtin in Rio Branco 1989–1991; Präsidentschaftskandidatin 2010 und 2014. |
|   | 19 |                          | Álvaro Dias (PODEMOS)      |                              | Paulo Rabello de Castro (PSC)          | „Mudança de Verdade“ PODEMOS, PSC, PTC, PRP                                     | Dias: Senator für Paraná 1983–1987 und seit 1999; Gouverneur von Paraná 1987–1991; Bundesabgeordneter für Paraná 1975–1983; Landesabgeordneter in Paraná 1971–1975. |
|   | 27 |                          | José Maria Eymael (DC)     |                              | Helvio Costa (DC)                      | Democracia Cristã (DC)                                                          | Eymael: Präsident des DC seit 1997; Bundesabgeordneter für São Paulo 1986–1995; Präsidentschaftskandidat 1998, 2006, 2010 und 2014; Kandidat als Stadtpräfekt (Bürgermeister) von São Paulo 2012. |
|   | 30 |                          | João Amoêdo (NOVO)         |                              | Christian Lohbauer (NOVO)              | Partido Novo (NOVO)                                                             | Amoêdo: Präsident des NOVO 2011–2017. Lohbauer: keine Wahlämter, zeitweise Sekretär für Internationale Beziehungen der Stadtpräfektur São Paulo. |
|   | 45 |                          | Geraldo Alckmin (PSDB)     |                              | Ana Amélia Lemos (PP)                  | „Para Unir o Brasil“ PSDB, DEM, PP, PR, PRB, SD, PTB, PSD, PPS                  | Alckmin: Gouverneur von São Paulo 2011–2018 und 2001–2006; Präsident des PSDB seit 2017; Staatssekretär für Entwicklung im Bundesstaat São Paulo 2009–2010; Vizegouverneur von São Paulo 1995–2001; Bundesabgeordneter für São Paulo 1987–1994; Landtagsabgeordneter in São Paulo 1983–1987; Stadtpräfekt (Bürgermeister) von Pindamonhangaba 1977–1982; Stadtrat von Pindamonhangaba 1973–1977; Präsidentschaftskandidat 2006. |
|   | 50 |                          | Guilherme Boulos (PSOL)    |                              | Sônia Guajajara (PSOL)                 | „Vamos Sem Medo de Mudar o Brasil“ PSOL, PCB                                    | Boulos: Hochschullehrer der USP, politischer und sozialer Aktivist, Koordinator der MTST, Autor. |
|   | 51 |                          | Cabo Daciolo (PATRI)       |                              | Suelene Balduino Nascimento (PATRI)    | Patriota (PATRI)                                                                | Daciolo: Bundesabgeordneter für Rio de Janeiro seit 2015. |
|   | 54 |                          | João Vicente Goulart (PPL) |                              | Léo Alves (PPL)                        | Partido Pátria Livre (PPL)                                                      | Goulart: Landesabgeordneter in Rio Grande do Sul 1982–1986. |